# 秋葉里枝
秋葉里枝 （韓語：아키바 리에，1987年2月7日—），日本演员，在日本演艺圈使用艺名为杉本瞳，目前活跃于韩国的演員、播音員與瑜珈教練的身份。2007年，从日本大学休学后，过洋到韩国发展，因出演綜藝節目《美女們的嘮叨》與電視劇《大醬君與納豆王的結婚戰爭》而聞名。2011年4月返國復學，2013年3月從日本大學商學部畢業並取得學士學位。2016年在電影《末代公主》飾演精神病院的護士松澤，2017年與韓國狂戀樂團的貝斯手李在學結婚，婚後陸續生下兩位女兒。

## 演出作品

### 劇集
- 2004年：NHK《天花 (テレビドラマ)》
- 2005年：朝日電視台《刑事の妻〜デカツマ〜》
- 2005年：東京電視台、BS東視《鉄道警察官・清村公三郎》—第1作「走る捜査線」
- 2006年：東京電視台、BS東視《大漁！釣り船弁護士》
- 2010年：MBC《大醬君與納豆王的結婚戰爭》飾演 鈴木孝子[7][8]
- 2014年：MBC Music《堅守精神》
- 2025年：Disney+《揭密最前線》飾演 春小姐

### 電影
- 2004年：《炎と氷》
- 2004年：《炎と氷2》
- 2006年：《LOVEHOTELS ラヴホテルズ》—BLUE 飾演 美穂[9]
- 2016年：《末代公主》飾演 松澤

### MV
- 2004年：god〈普通的一天〉（보통날／An Ordinary Day）

## 綜藝節目
- 2006年11月26日—2010年5月3日：KBS《美女們的嘮叨》
- 2011年2月12日、19日：Olive《東京智慧旅行者／스마트 트래블러 인 도쿄》（與孫昊永）[10]
- 2014年10月20日—2015年2月10日：chW《Rie Variety／리에바라》
- 2016年8月25日—12月15日：JTBC《遇見超人》（固定成員）[11]